# Dietrich de Haldensleben
Dietrich (Theoderich, Theodoric) de Haldensleben (muerto el 25 de agosto de 985) fue un conde sajón en el Schwabengau, más tarde también en el Nordthüringgau y el Derlingau, quien fue el primer margrave de la Marca del Norte desde 965 hasta el Gran Alzamiento Eslavo de 983. También llevó el título de un dux (duque) en fuentes contemporáneas.

## Vida

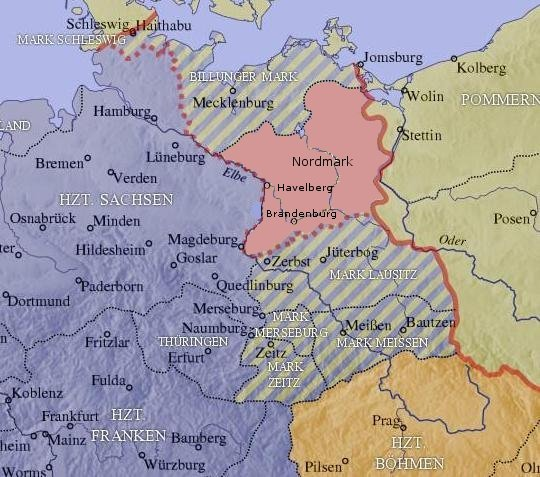
Marca del Norte, parte del Sacro Imperio Romano Germánico durante la época de los Otones (965-983)

Probablemente un miembro de la Casa de Billung sajona, Dietrich fue el antepasado de una rama condal llamada por la residencia de Haldensleben en Ostfalia. Puede que haya sido un hijo del conde Wichman el Viejo y Frederuna, hermana de la reina Matilde, y tuvo amplias propiedades a orillas de los ríos Elba y Saale. 
Partidario de la dinastía otoniana, Dietrich en 953 apoyó al rey Otón I de Alemania contra su hijo rebelde, el duque Liudolfo de Suabia. También combatió - sin éxito - contra los eslavos polabianos asentados en el río Elba en el borde oriental de su territorio natal en Ostfalia. A cambio, Otón, emperador del Sacro Imperio desde 962, le nombró margrave en la Marca del Norte más allá del Elba, la parte mayor de la antigua Marca Geronis después de su disolución a la muerte del margrave Gerón en 965.
Dietrich fue un duro señor. Junto con el arzobispo Adalberto de Magdeburgo impuso la cristianización de la población eslava local y fue decisivo en la ejecución de su rival Gerón, conde de Alsleben. Debido a su orgullo tal como lo narró el cronista Tietmaro de Merseburgo (supuestamente rechazó una vez el matrimonio de una de sus parientes con un "perro" eslavo), en 983 los luticios eslavos y hevelios saquearon las tierras de los obispados orientales de Havelberg y Brandeburgo y volvieron al paganismo. Según los cronistas medievales Adán de Bremen y Annalista Saxo, Dietrich se vio privado de su marca en el mismo año, aunque más tarde de nuevo aparece como un general sajón y apoyó al rey menor Otón III de Alemania contra las pretensiones al trono suscitadas por el duque bávaro Enrique "el Vaquero"?.
Según los Anales de Quedlinburg, Dietrich murió el 25 de agosto de 985.

## Descendencia
Dietrich se casó con una mujer de nombre desconocido y tuvieron los siguientes hijos:
- Bernardo, margrave de la Marca del Norte
- Oda de Haldensleben, se casó con Miecislao I, duque de Polonia
- Matilde de Haldensleben, se casó con el jefe hevelio Pribislao (muerto en batalla el 28 de diciembre de 994), hijo de Tugimir, príncipe de los hevelios, quien fue a su vez hijo de Baçlabić (Václav), príncipe de los estodorinos.
- Tietberga, se casó con Dedo I, conde de Wettin.

Dietrich fue sucedido como margrave de la Marca del Norte por Lotario I en 983. Su hijo Bernardo se convirtió en margrave en 1009.